# Austrofascisme
Austrofascisme er et begreb som ofte bruges for at beskrive det autoritære styre i Østrig mellem 1934 og indlemmelsen i Nazi-Tyskland i 1938. Det austrofascistiske regime var baseret på det nyetablerede statsbærende parti Vaterländische Front ("Fædrelandsfronten") og højremilitsen Heimwehr ("Hjemmeværnet"). Lederne var Engelbert Dollfuss, og efter at han var blevet dræbt, Kurt Schuschnigg. De kom fra det Christlichsoziale Partei, som hurtigt blev integreret i den nye austrofascistiske bevægelse.
Austrofascismen var dels baseret på Mussolinis italienske fascisme, dels på konservativ politisk katolicisme (gejstlig fascisme). Grundlaget var Christlichsoziale Parteis Korneuburgprogram fra 1930, som ville afskaffe den demokratiske grundlov og det parlamentariske demokrati og erstatte det med en autoritær stænderstat.
I marts 1933 begyndte Dollfuss gennemførelsen af dette program mod Sozialdemokratische Arbeiterpartei (SDAP), hvilket førte til den kortvarige østrigske borgerkrig i februar 1934. Efter at opstanden var slået ned og demokratiet helt afskaffet, fik landet en ny grundlov efter austrofascistiske princip, som gjaldt til Anschluss i 1938.
Der er nu rejst kritik af begrebet austrofascisme: Regimet omtalte imidlertid sig selv under denne betegnelse. Regimet satte politiske modstandere i koncentrationslejre, benævnt Anhaltelager.
Österreichische Volkspartei (ÖVP), det største borgerlige parti i landet, er den demokratiske efterfølger af Christlichsoziale Partei, som etablerede diktaturet. Portrættet af Dollfuss – manden som afskaffede parlamentarismen – hænger fortsat på ÖVP-kontoret i parlamentet.[kilde mangler]
Austrofascismen kan ses som et forsøg fra den reaktionære politiske katolicisme på at vende tilbage til tiden før ideerne fra den franske revolution, før demokratiet.[kilde mangler]